# Керр, Ральф
Ральф Керр CBE (англ. Ralph Kerr; 16 августа 1891, Ньюнэм-на-Северне — 24 мая 1941, Датский пролив) — британский военный моряк, капитан (кэптен), участник обеих мировых войн. Погиб во время сражения в Датском проливе, командуя линейным крейсером «Худ», который был потоплен в том сражении.

## Биография
Ральф Керр родился 16 августа 1891 в семье подполковника сэра Рассела Керра и его супруги леди Керр, в Ньюнеме-на-Северне, Глостершир. Зачислен во флот 15 мая 1904, быстро продвигался по службе, начиная со звания кадета. 28 февраля 1914 произведён в лейтенанты. Участвовал в Первой мировой войне, нёс службу на линкоре «Бенбоу», флагманском корабле адмирала сэра Доветона Стэрди. В мае 1916 года сражался в Ютландской битве, в 1918 году стал капитаном эсминца «Казак».
30 июня 1927 Керр был произведён в коммандеры и в декабре 1928 года принял командование эсминцем «Виндзор». С августа 1929 по февраль 1931 годы командовал эсминцем «Трастер». Пробыв год на суше, в море он вернулся в феврале 1932 года, возглавив эсминец «Декой». Произведён в капитаны 30 июня 1935 года, 6 сентября того же года возглавил 21-ю флотилию эсминцев, пост оставил 22 мая 1936. Его командир, адмирал Томсон, писал следующее о своём подопечном:

Очень способный капитан (D), хорошо обучил свою флотилию. Офицер, возможно, лучше других подготовленный к практической стороне морской жизни, чем к штабным обязанностям. Сильная личность с определёнными командирскими способностями и очень хороший моряк. Наиболее лоялен и очень тщателен при выполнении своих обязанностей. Хорошие социальные навыки. Физически крепкий, обладает хорошей выносливостью.
Оригинальный текст (англ.)A very capable Captain (D) who has trained his Flotilla well. An officer probably much better suited to the practical side of naval life rather than to Staff duties. A strong personality with definite powers of command and a very good seaman. Most loyal and is very thorough in the carrying out of his duties. Social qualities good. Physically fit and has good powers of endurance.

.
В июле 1936 года Керр стал старшим офицером Резервного флота на борту «Каледона», а 3 ноября того же года перешёл на борт «Коломбо». Будучи старшим офицером резерва, он был главным штабным офицером при сэре Джеральде Дикенсе, вице-адмирале 10-й эскадры крейсеров до июля 1937 года. Дикенс писал следующее:

Очень сильный и усердный офицер, который хорошо проявил себя в ранге старшего офицера Резервного флота. Сильный характер, сильная воля, умственно подготовлен. Хороший моряк и звучный администратор. Очень лояльный, но и амбициозный в стремлениях добиться хорошего результат. Хорошие социальные навыки. Физически крепкий.
Оригинальный текст (англ.)A very keen zealous officer who has done well as Senior Officer Reserve Fleet. Has plenty of character and drive and is mentally alert. A good seaman and a sound administrator. Very loyal, while ambitious to do well. Good social qualities. Keeps fit.

Керр предварительно был назначен командиром эсминца «Данкан» и 8-й флотилии эсминцев, но это назначение отменили. В итоге он возглавил 2-ю флотилию эсминцев и её головной корабль «Харди». Его командующим был вице-адмирал сэр Джон Тови. Керр произвёл впечатление как на Тови, так и на командующего Средиземноморским флотом, адмирала сэра Дадли Паунда. Керр возглавил эсминец «Броук» и 15-ю флотилию эсминцев, а позднее перешёл на судно «Кочрейн» в Росайте 30 августа 1939. До 24 января 1940 Ральф Керр оставался в порту Росайта на борту судна. За свою службу был награждён Орденом Британской империи (командор).
15 февраля 1941 Керр принял командование над линейным крейсером «Худ», что стало для него сюрпризом: ранее он командовал только эсминцами. Он вывел корабль в море в марте после завершения ремонта: судно занималось учебными стрельбами и патрулировало исландское побережье. Керр провёл в ранге командира крейсера всего три месяца: 24 мая 1941 в Датском проливе произошло сражение, в ходе которого крейсер «Худ» был потоплен немецким линкором «Бисмарк», а сам капитан корабля погиб. Посмертно Керра упомянули в донесениях. Похоронен Керр на военном кладбище Портсмута.
Был женат на Маргарет Августе Керр с 14 февраля 1920. В браке родились дети Рассел и Джейн. Семья проживала в Лондоне, Сент-Джонс-Вуд. Рассел Керр-младший был капитаном артиллерии и командиром танка, погиб в 1945 году в Бирме.